# ТЕЦ Мощениця
49°56′28″ пн. ш. 18°34′13″ сх. д. / 49.94111° пн. ш. 18.57028° сх. д.
ТЕЦ Мощениця (Moszczenica) — теплоелектроцентраль на півдні Польщі, за чотири десятки кілометрів на південний захід від Катовиць.
З 1963-го у Ястшембе-Здруй діяла вугільна шахта Мощениця, для забезпечення потреб якої між 1963-м та 1967-м змонтували три водогрійні котли PWRp-20 та один PWPg-5. В 1986-му додатково встановили два водогрійні котли WR-25.
У 1970-му котельню перетворили на ТЕЦ, для чого встановили три вугільні парові котли OCG-64 та три турбіни. Дві з них потужністю по 12 МВт постачив чеський Перший Брненський машинобудівний завод, при цьому одна (RG-12) відносилась до турбін з протитиском, а друга (TG-12) до конденсаційних. Третю турбіну (ТС-6 типу IEB-115-100-41) виготовили на ельблонзькому заводу Zamech.
Надалі станцію доповнили двома генераторними установками потужністю по 4 МВт на основі двигунів внутрішнього згоряння TCG 2032V16 та CG 260-16 виробництва німецької компанії MWM Deutz. Вони використовують шахтний метан, отриманий під час дегазації підземних виробіток.
Загальна електрична потужність станції становить 38,3 МВт при тепловій потужності 155,5 МВт (наразі працює лише один котел типу WR-25).
В 2000-му шахта Мощениця припинила свою роботу, проте ТЕЦ з 1994-го вже діяла окремо від неї.